# La Joaqui
Joaquinha Lerena de la Riva (Mar del Plata, 25 de octubre de 1994), conocida artísticamente como la Joaqui, es una cantante, compositora y actriz argentina. Saltó a la fama por sus canciones «Butakera», «Tu amor» y «Dos besitos», que se ubicaron dentro de las primeras 15 posiciones del listado Argentina Hot 100 publicado por la revista Billboard.
Es considerada como una de las pioneras femeninas del freestyle y una de las mayores referentes del RKT en Argentina. Como actriz apareció con un breve papel en la segunda temporada de la serie dramática El marginal.

## Biografía
Nació el 25 de octubre de 1994 en Mar del Plata, pero durante su infancia se trasladó con su madre a Tamarindo (Costa Rica) y en su adolescencia regresó a su ciudad natal en Argentina, donde vivió en la casa de su abuela materna. Su interés por la música comenzó cuando tenía 18 años, llevándola a participar en dos oportunidades, en 2014 y 2015, en la Red Bull Batalla de Gallos, una de las mayores competencias de freestyle en América Latina, donde se convirtió en la primera mujer en clasificar en este tipo de eventos y llegar a las instancias de las semifinales.

## Carrera

### Inicios
En 2014, La Joaqui publicó su primer sencillo «Efecto 27» al mercado musical. En 2015, luego de su paso por las competencias de rap, lanzó «Perdón mamá por mi vida loca» y luego estrenó «Oh rayos». Al año siguiente, en 2016, publicó el sencillo «Maldita bendita». Aunque no fue hasta el 2017, cuando conoce a Cazzu y crean la canción «Ay papi», la cual marcó su primer trabajo musical de gran trascendencia , al ser un ft. muy potente y esperado por los fanáticos de la escena musical , ya que reunía a dos de las mayores referentes de la música en ese entonces. Poco después, lanzó en las canciones «Gaucho», «No siento nada» y «Más mala yo».
En 2018, apareció como actriz invitada en la serie dramática policial El marginal durante la segunda temporada, donde interpretó a Mecha, la novia de «Diosito» personificado por Nicolás Furtado. Cuando su carrera explotó como rapera y actriz, surgieron varios problemas en su vida que impidió la continuación de su carrera y desapareció de la escena musical alrededor de un año, dejando a todos sus fanáticos desconcertados, ya que ninguno entendía las circunstancias por las cuales la artista había tomado esa decisión en uno de los mejores momentos de su vida.

### 2019-2021:Harakirie incursión en el RKT
Luego de un año de ausencia, La Joaqui retomó su carrera musical y lanzó su primer single «Cuantas veces», el cual fue incluido en su primer álbum de estudio titulado Harakiri (2019) y fue producido por Oliver quien es su amigo y DJ que formó parte de EL As! Producciones, y quién además la ayudó y motivó a retomar su carrera musical, haciéndose cargo de los negocios en su carrera como mánager. Su primer álbum está compuesto por 8 canciones y su sonido se caracteriza por el sad trap. Ese mismo año, estrenó las canciones «Querido rey» y «Violenta». En junio del 2020, publicó el sencillo «Gangster» y a su vez lanzó su primer álbum de estudio en vivo The White Room. En septiembre, colaboró en el tema musical «Detox» con Louly y en noviembre de ese año estrenó la canción «90's». Al mismo tiempo, participó del remix «Solita» junto a Mechi Pieretti y Cazzu.
A inicios del 2021, La Joaqui estrenó la canción «Experiencia», donde retomó el género del rap. Seguidamente, lanzó la canción «Lassie» en colaboración con L-Gante, en la cual incursionó en el RKT. «Lassie» fue el primer sencillo de La Joaqui en ingresar al Argentina Hot 100, alcanzado la posición número 54. Poco después, La Joaqui interpretó el papel de Shinty en un episodio de la serie juvenil Días de gallos de HBO Max. En octubre, La Joaqui participó de la «Turreo Sessions #6» de DJ Tao y al mes siguiente publicó su tema en solitario «Tarjeta Gold». A fines de ese año, colaboró en la canción «Saveiro» con Perro Primo y DT Bilardo; y publicó el sencillo «Cristianas», donde exploró con los sonidos del reguetón.

### 2022: «Butakera» y éxito comercial en Argentina
En enero del 2022, La Joaqui presentó el single «Pica», su primera colaboración con El Noba. Al poco tiempo, publicó el tema «Un montón» en colaboración con la cantante española Juicy Bae. En mayo, estrenó el sencillo «38» junto a Kenzy y May Creizy, dos artistas independientes a las cuales quiso brindar visibilidad. Poco después, colaboró con el DJ Alan Gómez en el sencillo «Mission 08» y se presentó en el escenario del festival Lollapalooza Argentina 2022. Luego, le siguió el lanzamiento de las colaboraciones «Session en el Barrio #2» con Gusty DJ y «GD» con DJ Tao.
A fines de julio del 2022, la artista publicó el sencillo «Butakera», que marcó su segunda colaboración con el fallecido cantante El Noba y el dj Alan Gómez. La canción comenzó a tener un éxito progresivo, sonando en las estaciones de radio, los canales de televisión y las plataformas digitales, sobre todo en TikTok donde se volvió a viral. Gracias a este desempeño comercial, el sencillo alcanzó la posición número 9 del conteo Argentina Hot 100, mientras que en Uruguay se ubicó en el puesto 8 y en Paraguay en el puesto 63. En septiembre, La Joaqui lanzó la canción «Tu amor», una cumbia romántica presentada junto a DJ Alex, la cual logró el puesto 15 en el Argentina Hot 100.
En octubre del 2022, La Joaqui lanzó al mercado musical el tema «Dos besitos» en colaboración con Salas y Gusty DJ. El sencillo se convirtió en el éxito más grande de su carrera solista, logrando alcanzar el puesto número 4 del listado Argentina Hot 100. Después, publicó los singles «Mañosa» y «Traidora» que tuvieron un desempeño comercial moderado en las listas de éxitos musicales en Argentina. Finalmente, en diciembre, estrenó su primer extended play titulado Barbie copiloto, donde incluyó varios de sus sencillos lanzados previamente.

### 2023-presente:Mal aprendida
El 12 de enero de 2023, se produjo el lanzamiento del sencillo «Muñecas», una colaboración con Tini y el estadounidense Steve Aoki. El single debutó en la posición número 5 del Argentina Hot 100 y semanas después escaló hasta el puesto 3. Al mismo tiempo, CAPIF certificó a la canción con un disco de oro, que equivale a 20.000 mil copias vendidas en el territorio argentino. Unas semanas más tardes lanzó «Amanecemos» junto Alan Gómez, en un videoclip que muestra una relación prohbiida. El sencillo se posicionó rápidamente en el primer puesto de tendencias de YouTube. Después, estrenó el tema musical «Omar Algo Anda Mal #5» junto al productor musical Omar Varela. El 6 de junio de ese mismo año, anunció a través de las historias de su cuenta de Instagram, que iba a darse un retiro temporal de la música, debido a motivos de estrés traumático, para cuidar su salud y bienestar. Decidiendo no realizar más shows.
El 16 de noviembre de ese año publicó su segundo álbum de estudio titulado Mal aprendida, que contó con las colaboraciones de La Zowi, Callejero Fino, L-Gante, Ecko, Salastkbron, Peipper y las producciones de Big One, DJ Tao, Alan Gómez y Omar Varela. El proyecto se centra en los géneros de RKT y reguetón pero también utiliza los recursos de la guaracha, EDM y trap latino con letras en las que habla de sexo, fiesta y sus malas experiencias amorosas incluyendo su aprendizaje en estas por más que sean negativas.

## Vida personal
Nacida en Argentina y cuya infancia se dio en Costa Rica, pasó por problemas económicos desde pequeña y en su adolescencia tuvo problemas con las adicciones. En 2016, a la edad de 22 años, tuvo a su primera hija llamada Shaina, producto de su relación con el rapero Coqueéin Montana. En 2018 nació su segunda hija, fruto de otra relación con el cantante Esteban el As.En ambas relaciones sufrió de violencia de género. En 2024 se confirmó que estaba en pareja con el cantante Luck Ra.

## Discografía
Álbumes de estudio
- 2019: Harakiri
- 2023: Mal aprendida

Álbumes en directo
- 2020: The White Room (Live Session)

EP
- 2022: Barbie copiloto
- 2024: Tu patrona

## Giras musicales
2023: Mal aprendida Tour

## Televisión
| Año  | Título               | Canal      | Rol                        | Notas                                     |
| ---- | -------------------- | ---------- | -------------------------- | ----------------------------------------- |
| 2018 | El marginal          | TV Pública | Mercedes "Mecha"           | Papel recurrente (temporada 2)            |
| 2021 | Días de gallos       | HBO Max    | Shinty                     | Episodio: "Como una mosca en la telaraña" |
| 2023 | Got Talent Argentina | Telefe     | Jurado                     | [ 61 ]                                    |
| 2025 | La Voz Argentina     | Telefe     | Asesora del Equipo Luck Ra |                                           |

## Premios y nominaciones
| Premio                           | Año  | Categoría                             | Trabajo nominado                                     | Resultado | Ref.          |
| -------------------------------- | ---- | ------------------------------------- | ---------------------------------------------------- | --------- | ------------- |
| Premios Carlos Gardel            | 2023 | Mejor álbum urbano                    | Barbie copiloto                                      | Nominada  | [ 62 ]        |
| Premios Carlos Gardel            | 2023 | Mejor canción de música urbana        | «Butakera» (con El Noba y Alan Gómez)                | Nominada  | [ 62 ]        |
| Premios Carlos Gardel            | 2025 | Mejor álbum artista tropical / cumbia | Tu patrona de lujo                                   | Ganadora  | [ 63 ]        |
| Premios Carlos Gardel            | 2025 | Mejor canción de RKT                  | «San turrona»                                        | Ganadora  | [ 63 ]        |
| Premios Heat Latin Music         | 2024 | Mejor artista región sur              | La Joaqui                                            | Nominada  | [ 64 ]        |
| Premios Heat Latin Music         | 2025 | Mejor artista región sur              | La Joaqui                                            | Nominada  | [ 65 ]        |
| Premios Juventud                 | 2023 | La nueva generación femenina          | La Joaqui                                            | Nominada  | [ 66 ]        |
| Premios Juventud                 | 2023 | Mejor colaboración pop / urbano       | «Muñecas» con Tini y Steve Aoki)                     | Nominada  | [ 66 ]        |
| Premios Lo Nuestro               | 2024 | Artista revelación femenina           | La Joaqui                                            | Nominada  | [ 67 ]        |
| Premios Martín Fierro            | 2024 | Mejor jurado                          | Got Talent Argentina                                 | Nominada  | [ 68 ]        |
| Premios Martín Fierro de la Moda | 2023 | Artista musical con mejor estilo      | La Joaqui                                            | Nominada  | [ 69 ]        |
| Premios MTV Miaw                 | 2023 | Video del año                         | «Muñecas» con Tini y Steve Aoki)                     | Nominada  | [ 70 ]        |
| Premios MTV Miaw                 | 2024 | Artista + Flow                        | La Joaqui                                            | Nominada  | [ 71 ]        |
| Premios MTV Miaw                 | 2024 | Epik Kiss del año                     | La Joaqui y Luck Ra                                  | Nominada  | [ 71 ]        |
| Premios Quiero                   | 2023 | Mejor video fiesta                    | «Muñecas» (con Tini y Steve Aoki)                    | Nominada  | [ 72 ] [ 73 ] |
| Premios Quiero                   | 2023 | Mejor video fiesta                    | «M.A (remix)» (con BM, Callejero Fino y Lola Índigo) | Ganadora  | [ 72 ] [ 73 ] |
| Premios Quiero                   | 2023 | Mejor video rap / trap / hip hop      | «Glock» (con Cazzu)                                  | Nominada  | [ 72 ] [ 73 ] |
| Premios Tu Música Urbano         | 2025 | Emergente femenino                    | La Joaqui                                            | Nominada  | [ 74 ]        |
| TikTok Awards                    | 2025 | Canción del año                       | «Kitty» (con Kenia Os)                               | Ganadora  | [ 75 ]        |
| Video Prisma Awards              | 2023 | Video urbano                          | «Vikingos» (con Migrantes)                           | Nominada  | [ 76 ]        |
| Video Prisma Awards              | 2024 | Video latino                          | «Llegué yo» (con Lauty Gram)                         | Nominada  | [ 77 ] [ 78 ] |
| Video Prisma Awards              | 2024 | Delirio                               | «Llegué yo» (con Lauty Gram)                         | Nominada  | [ 77 ] [ 78 ] |
| Video Prisma Awards              | 2024 | Video RKT                             | «San turrona»                                        | Ganadora  | [ 77 ] [ 78 ] |
| Video Prisma Awards              | 2024 | Maquillaje y peinado                  | «Kitty» (con Kenia Os)                               | Nominada  | [ 77 ] [ 78 ] |